# Музыкальные инструменты славян

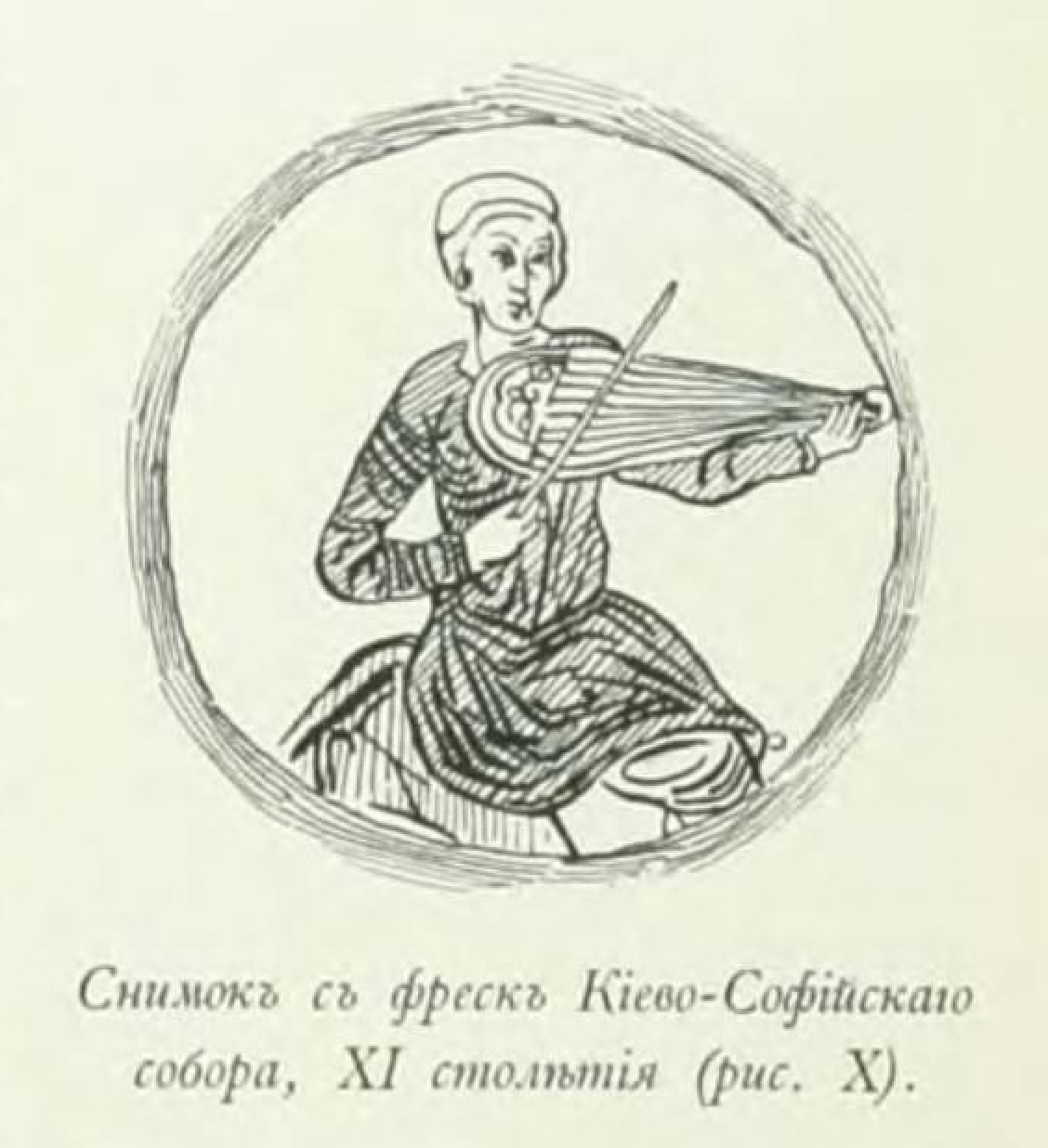
С фрески Софийского собора в Киеве. XI век

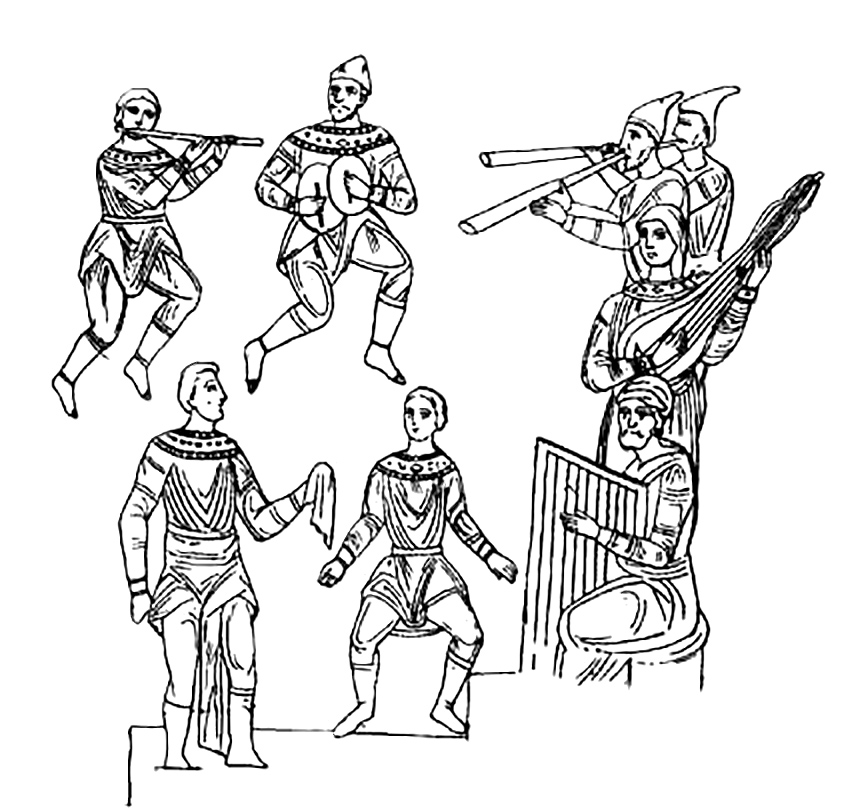
Музыканты и танцоры. Прорись с фрески Софийского собора в Киеве

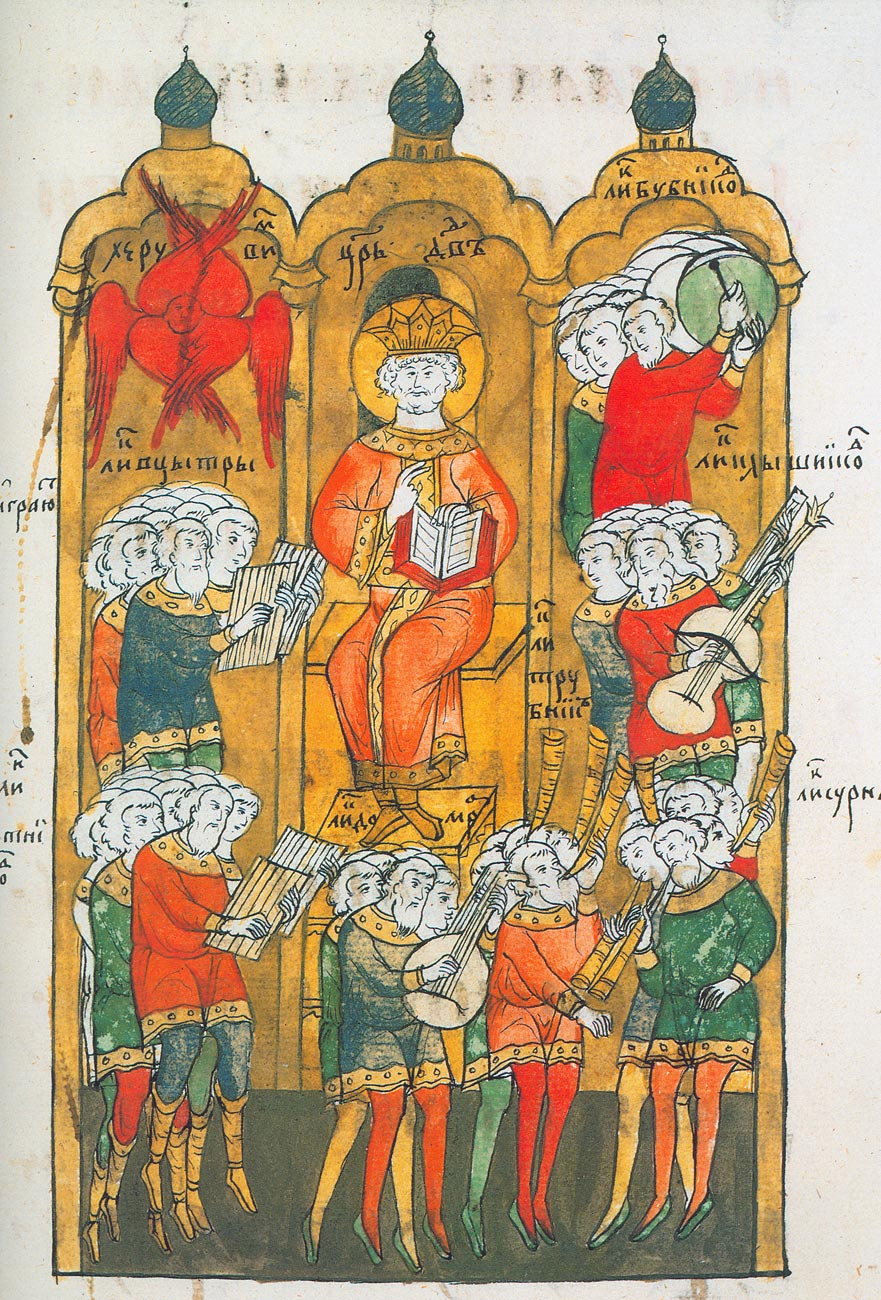
Древне-русские народные инструменты на рисунке «Давид-псалмопевец». Годуновская псалтирь. 1594

Музыкальные инструменты славян — предметы, с помощью которых славянами извлекались различные музыкальные, а также немузыкальные звуки (сигналы опасности, обережные звуки). Использовались на праздниках, похоронах и в будние дни как выражение чувств, для синхронизации действий (например, у гребцов на морских и речных судах) или для коротания времени (пастухами).

## Функции музыкальных инструментов
В ранней истории славян музыкальные инструменты наделяются свойствами ритуальных предметов и используются в календарных, семейных и общественных обрядах, а также в магической практике. Функции музыкальных инструментов и приписываемые им свойства определяются сакральным статусом музыки в народной культуре, а также функциональными свойствами самого инструмента (особенностями его звучания, формой), сферой его употребления (ансамблевая музыка, соло), способами его изготовления, особенностями личности музыканта (профессионал, любитель, мужчина, женщина, ребёнок), использованием музыки в немузыкальных целях — например, в качестве оберега или для подачи сигналов. Так, находясь возле усопшего, при помощи издаваемого кутом (однострунный хордофон) «потустороннего» звука, давали «сигнал» о покойном на «тот свет»; на кладбище на Радуницу молодёжь и дети, сидя на деревьях, играли на пищиках из вербы «чтобы было всем — и нам, и нашим предкам».
Игра на музыкальных инструментах, как и всякое ремесло, — преимущественно мужское дело, инструментальная музыка часто рождалась в недрах других профессий, где музыкальные инструменты выступали в роли своеобразных орудий труда, как, например, у пастуха. Большинство традиционных инструментов имеет статус мужских инструментов, игра на которых женщиной осуждалась обществом. Распространение музыкальных инструментов в Древней Руси было связано, с одной стороны, с традицией скоморохов и гусляров, осуждавшейся церковью как бесовство, поэтому народные музыкальные инструменты часто изымались властями и уничтожались. В одном из указов об искоренении скоморошества предписывалось: «…где объявятся домры, и сурны, и гудки, и гусли, и хари, и всякие гудебные сосуды, и тебе бъ то все велеть выимать, и изломавъ те бесовскія игры велеть жечь…». С другой стороны, такие инструменты, как ратная труба, а позднее — сурна, использовались во время военных походов и сражений для организации войска и подачи сигналов управления. Некоторые музыкальные инструменты, например, колёсная лира, были связаны с профессиональной деятельностью слепцов-лирников. Обучение игре на музыкальных инструментах часто считалось магическим актом и связывалось с продажей души чёрту.

## Наборы инструментов
В различных славянских традициях место инструментальной музыки в сфере музыкальной культуры и основной набор инструментов были различными. Наибольшее значение инструментальная музыка имела в западно-славянской культуре, а под её влиянием — у украинцев и белорусов, а также в южно-славянском ареале — в этих традициях игра на музыкальных инструментах в значительной степени отделилась от других «ремёсел» и воспринималась как самостоятельная профессия; существовала система профессиональных ансамблей, игравших за плату на свадьбах и общественных праздниках, включавшая регламентированный набор музыкальных инструментов (у западных славян — скрипка, контрабас, цимбалы, бубен, у южных славян — волынка и флейта). В этих ареалах существовала традиция кустарного изготовления музыкальных инструментов. У русских инструментальная музыка занимала более скромное место и была тесно связана с иными профессиями (главным образом — пастушеством). Так, например, существовали своеобразные «школы» пастухов-рожечников, или практика «трубли артелью», при которой на рожках играла одновременно группа пастухов. В русской традиции были известны такие музыкальные инструменты древнейшей конструкции, как травяная дудка (обертоновая флейта), кувиклы (флейта Пана), двойная свирель (парная флейта). В качестве музыкальных инструментов часто использовались бытовые (заслонка, ложки, коса, пила, ведро, самоварная труба, гребень, рубель и другие) и природные предметы (полые стволы растений, кора деревьев, береста, коровьи рога и прочие); было распространено так называемое пение «под язык», когда отсутствующий инструмент имитировался голосом. В конце XIX — начале XX веке многие традиционные музыкальные инструменты у русских были вытеснены балалайкой, а затем гармонью.

## Способы изготовления
В традиционном мифологическом представлении каждый инструмент, подобно человеку, имеет свой голос, а значит и душу. С таким пониманием связана антропоморфизация устройства традиционных инструментов и названий их отдельных частей (язык, глазок, тулово, носик, сердце, головка и т. п.), а также ритуальное оформление этапов «рождения» и «смерти» инструмента (пастуший инструментарий клали в гроб умершему, отправляя на тот свет, сжигали или хоронили его). Чтобы инструмент хорошо звучал, сакральное значение придавалось материалу для его изготовления: считалось, что особенный голос ему сообщит дерево, «имеющее душу», то есть выросшее на месте захоронения убитого ребёнка (Ср.: русская народная сказка о волшебной дудочке), или же дерево, в которое попало молния или под которым находится муравейник (как муравьи в муравейник, коровы будут собираться вокруг пастуха). А основу волынки, например, составляла цельная шкура козлёнка (ср. украинское название этого инструмента — коза), которую, как полагали на украинских Карпатах, нужно сдирать с живого животного — тогда инструмент будет звучать так громко, как кричит козёл. Другой карпатский инструмент трембита — труба длиной до 2,5 м, слегка расширяющаяся к концу, изготавливалась из так называемого сердешного дерева — смереки (пихты европейской); при этом полагали, что наилучшие трембиты получаются из громобоя — из него же в этом ареале делали скрипки и контрабасы, а в русской традиции — пастушеские музыкальные инструменты.

## Особые свойства
Различные музыкальные инструменты наделялись демоническими или сакральными свойствами. Согласно гуцульским быличкам, дудки (то есть волынка) — инструмент чёрта, который играет на нём для женских демонов нявок (Лесная баба, лешачиха). Ср. характерное украинское выражение: «Дудка дідча, а флояра божа» [Волынка чертова, а свирель Божья]. Устройство волынки подсмотрел охотник в лесу у чёрта, сумев подойти к нему на близкое расстояние благодаря надетым в качестве оберега деревянным обручам. Обычно низким статусом обладают музыкальные инструменты, на которых играют исключительно женщины; например, западно-украинская дрымба — пружинный металлический инструмент, который держат в зубах, извлекая звук ударами пальца. Дрымба — «нечистый» инструмент, на котором грех играть, поскольку, согласно легенде, на ней играли евреи, когда вели Христа на распятие. Согласно быличкам, некоторые мифологические персонажи любят играть на музыкальных инструментах — в древнерусских письменных памятниках бесы играют на тимпанах, сопелях, гуслях, бубнах, чтобы искусить святого или отвратить людей от церкви; болгарские вилы играют на свирели; сербско-хорватские дьяволы являются человеку в виде весёлой свадьбы с музыкантами, играющими на разных инструментах. Согласно болгарским поверьям, змеи восприимчивы к звукам пастушьей свирели, с которой иногда связывается их происхождение (ср. обычай изображать на пастушьей свирели змею).

## Восточнославянские инструменты

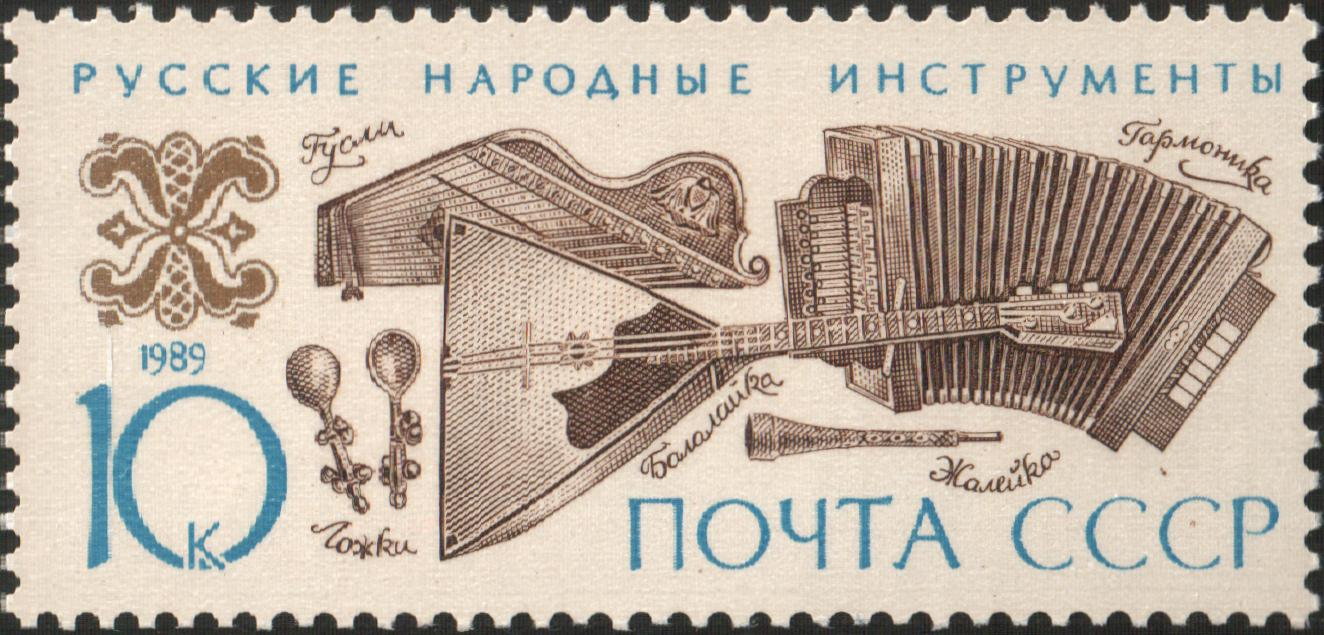
Русские музыкальные инструменты

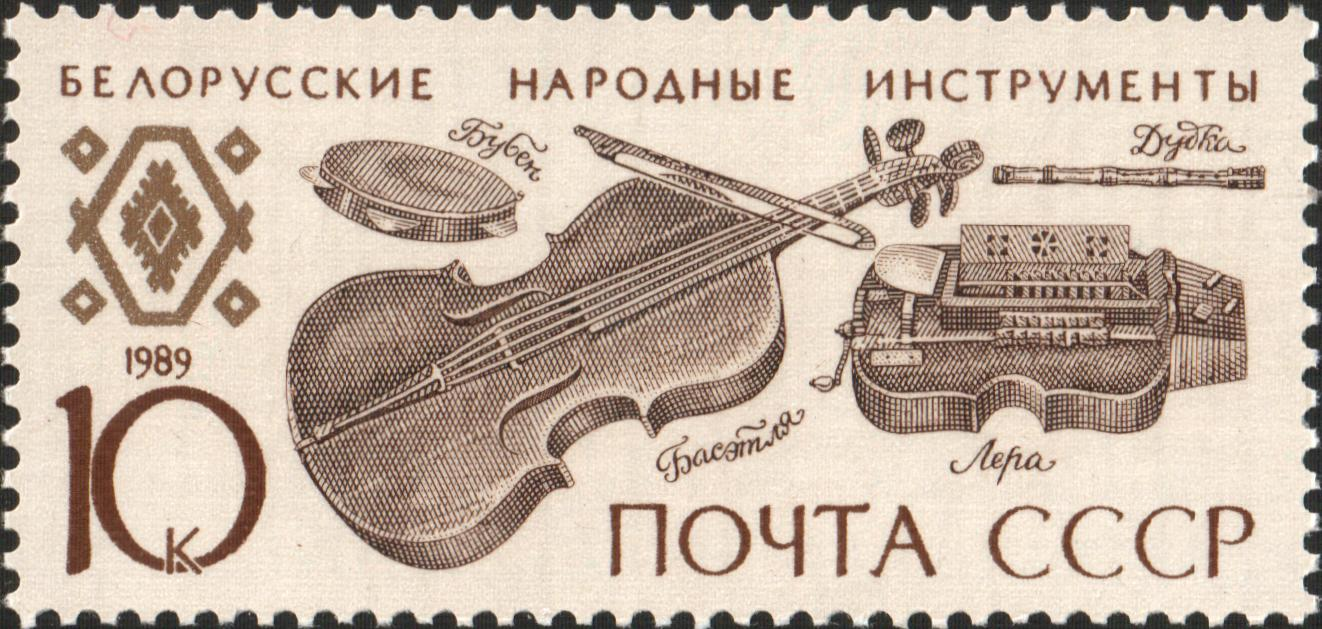
Белорусские музыкальные инструменты

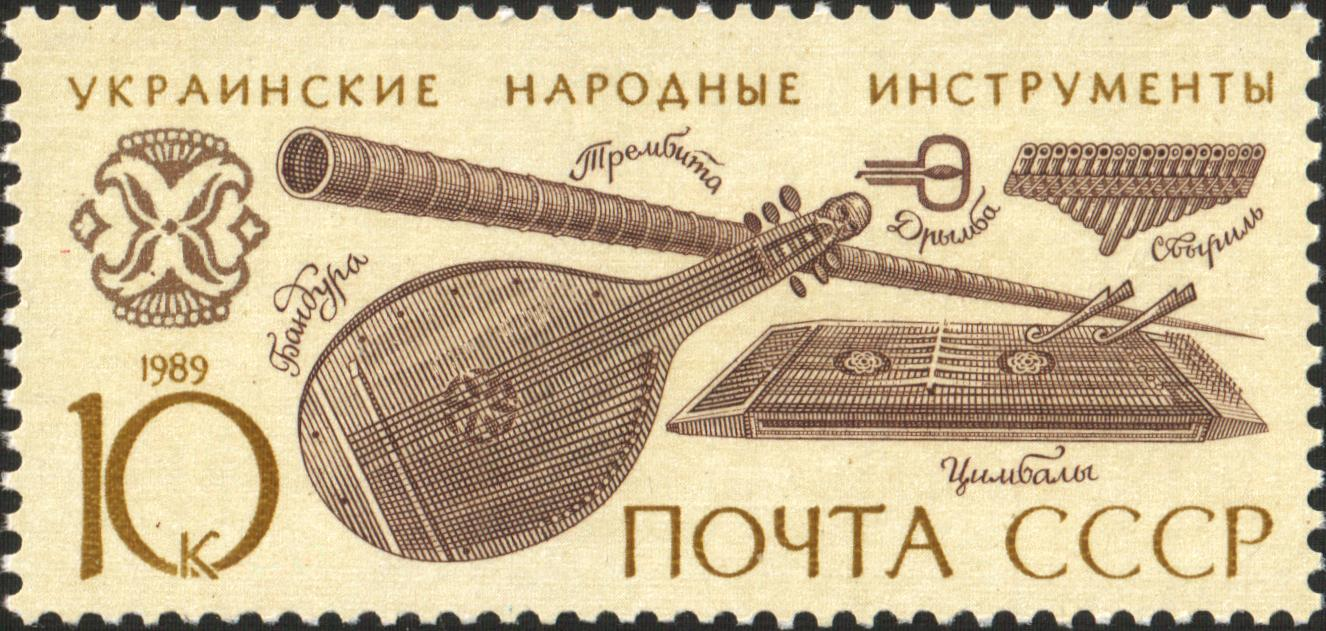
Украинские музыкальные инструменты

### Русские
Струнные
Балалайка, домра, гусли, гудок, колёсная лира.
Духовые
Волынка, жалейка, калюка, кугиклы, пастушеская труба, пыжатка, рожок, свирель, свистулька.
Гармони
Гармони: Хромка, Ливенская, Саратовская.
Ударные
Барабанка, било, бубен, бубенец, гусачок, дрова, колокол, коробочка, ложки, погремушка, рубель, трещотка.

### Белорусские
Баян, бубен, варган, виолончель-басетля, гармоника, гусли, дуда, дудка, жалейка, лира (лера), небольшой барабан, скрипка, цимбалы.

### Украинские
К украинским народным инструментам относятся:
бандура, домра, дрымба, жалейка, кобза, торбан, трембита, цимбалы.

## Западнославянские инструменты
Польские
Скрипка, трембита, генсль, фуяра, цимбалы, свирель, бубен, колокольчики, мазанк, лигава, лигавка, басун, волынка (дуда), деревянные «клекотки» (трещотки), большой и малый бубны.
Словацкие
Контрабас, скрипка, фуяра, цимбалы.
Чешские
Контрабас, скрипка, цимбалы.
Серболужицкие
Лужицкие гусли

## Южнославянские инструменты
Болгарские и македонские
Гайда (волынка), гадулка, гусла, кемане, тапан, тарамбука,  кавал, двоянка,
дудук, тамбура, шупелка, зурна.
Сербские
Гусле, гайда (волынка), тарамбука, тамбура, чемане, зурна, кларнет, аккордеон, тапан, шаргия, шупелька, фрула, двойнице.
Черногорские
Гусле, дипле, двойнице.
Хорватские
Гусле, дипле, тамбура, лирица, трембита, шаргия, лирица.
Словенские
Рог (музыкальный инструмент), губная гармоника, цитра, колокола, волынка, друмлица, скрипка, аккордеон, гитара, кларнет, байс (двуструнный смычковый инструмент типа контрабаса).